# 1104 Syringa
Syringa (asteroide 1104) é um asteroide da cintura principal com um diâmetro de 22,1 quilómetros, a 1,7194586 UA. Possui uma excentricidade de 0,3456177 e um período orbital de 1 555,71 dias (4,26 anos).
Syringa tem uma velocidade orbital média de 18,37437836 km/s e uma inclinação de 6,4341º.
Este asteroide foi descoberto em 9 de Dezembro de 1928 por Karl Reinmuth.